# HT Premijer Liga 2019/20
Die HT Premijer Liga-Saison 2019/20 (offiziell: Hrvatski Telekom Prva Liga) war die 29. Spielzeit der höchsten kroatischen Spielklasse im Basketball der Männer. Die reguläre Saison startete am 30. September 2019 und endete am 12. März 2020 mit dem 22. und letzten Spieltag. Daran schlossen sich die Play-offs der acht bestplatzierten Mannschaften der regulären Saison um die Meisterschaft an. Diese dauerte bis zum 6. Mai 2020.